# Astetholea lepturoides
Astetholea lepturoides är en skalbaggsart som beskrevs av Bates 1876. Astetholea lepturoides ingår i släktet Astetholea och familjen långhorningar. Inga underarter finns listade.